# Gonzales (Luisiana)
Gonzales es una ciudad ubicada en la parroquia de Ascension en el estado estadounidense de Luisiana. En el Censo de 2010 tenía una población de 9781 habitantes y una densidad poblacional de 444,92 personas por km².

## Geografía
Gonzales se encuentra ubicada en las coordenadas 30°12′56″N 90°55′27″O / 30.21556, -90.92417. Según la Oficina del Censo de los Estados Unidos, Gonzales tiene una superficie total de 21.98 km², de la cual 21.7 km² corresponden a tierra firme y (1.27%) 0.28 km² es agua.

## Demografía
Según el censo de 2010, había 9781 personas residiendo en Gonzales. La densidad de población era de 444,92 hab./km². De los 9781 habitantes, Gonzales estaba compuesto por el 48.79% blancos, el 44.21% eran afroamericanos, el 0.22% eran amerindios, el 1.12% eran asiáticos, el 0.07% eran isleños del Pacífico, el 4.02% eran de otras razas y el 1.56% pertenecían a dos o más razas. Del total de la población el 8.42% eran hispanos o latinos de cualquier raza.